# Spitzer Stein (Armsheim)
Der Spitze Stein ist ein Menhir bei Armsheim im Landkreis Alzey-Worms in Rheinland-Pfalz.

## Lage und Beschreibung
Der ursprüngliche Standort des Steins ist nicht bekannt. Vielleicht diente er einst als Bekrönung für einen heute zerstörten Grabhügel. Wohl ab dem Mittelalter wurde er zusammen mit dem Hinkelstein, dem Dicken Stein, dem heute zerstörten Haugstein und einem weiteren Menhir als Grenzstein zwischen Armsheim und Flonheim verwendet. Während einer Flurbereinigung wurden der Dicke Stein und der Spitze Stein 1979 entfernt und im folgenden Jahr 1200 m westlich von Armsheim wieder aufgestellt. Dort wurde der Spitze Stein von einem landwirtschaftlichen Fahrzeug umgefahren und zerbrach in zwei Teile. 2001 wurden die beiden Steine erneut umgesetzt. Die zwei Bruchstücke des Spitzen Steins wurde dabei auf einer kleinen Grünanlage direkt im Ort in der Bahnhofstraße abgelegt. Der Dicke Stein steht direkt daneben. Der bereits 1975 leicht versetzte Hinkelstein wurde 500 m südwestlich hiervon aufgestellt. 1,8 km südlich befindet sich der Lange Stein von Flonheim.
Der Menhir besteht aus Kalkstein, als dessen Herkunftsort der 2 km entfernte Geiersberg identifiziert werden konnte. Er hat eine Höhe von 200 cm, eine Breite von 80 cm und eine Tiefe von 30 cm. Er ist plattenförmig, verjüngt sich nach oben und läuft in einer abgerundeten Spitze aus. Etwa 50 bis 60 cm unter der Spitze befindet sich ein tiefes, wohl natürlich entstandenes Schälchen. An seinem alten Standort vor 1979 ragte er 110 cm aus dem Boden, nach der Umsetzung nur noch 100 cm.